# Ariathisa fasciculata
Ariathisa fasciculata là một loài bướm đêm trong họ Noctuidae.